# Caponina
Caponina (лат.) — род мелких пауков из семейства Caponiidae. Центральная Америка, Карибские острова, Южная Америка. Более 10 видов.

## Описание
Длина тела как правило менее 1 см (от 2 до 13 мм). Большинство видов имеют 6 глаз, но у некоторых по 5, 4, 3 или только 2 глаза.
Род Caponina был впервые выделен в 1891 году французским арахнологом Эженом Симоном (1848—1924). Таксон Caponina включён в состав семейства Caponiidae вместе с Nops, Nopsides, Notnops, Nyetnops и другими родами.
- Caponina alegre Platnick, 1994[1]
- Caponina cajabamba Platnick, 1994
- Caponina chilensis Platnick, 1994
- Caponina chinacota Platnick, 1994
- Caponina longipes Simon, 1893
- Caponina notabilis (Mello-Leitão, 1939)
- Caponina papamanga Brescovit & Sánchez-Ruiz, 2013[2]
- Caponina paramo Platnick, 1994
- Caponina pelegrina Bryant, 1940
- Caponina sargi F. O. Pickard-Cambridge, 1899
- Caponina testacea Simon, 1891[3] typus
- Caponina tijuca Platnick, 1994[1]

В 2023 году виды Caponina pelegrina и Caponina sargi вместе с таксонами Roddenberryus kirk, Roddenberryus mccoy и Roddenberryus spock были выделены в отдельный новый род Roddenberryus Sánchez-Ruiz & Bonaldo, 2023.